# Wallemiales
Wallemiales är en ordning av svampar. Wallemiales ingår i klassen Wallemiomycetes, divisionen basidiesvampar och riket svampar.
| Wallemiales | \| \| Wallemiaceae \| \| \| \| |
|             | \| \| Wallemiaceae \| \| \| \| |
|             | Wallemiaceae                   |
|             |                                |

|  | Wallemiaceae |
|  |              |